# Chico Marx
Chico Marx, właśc. Leonard Joseph Marx (ur. 22 marca 1887 w Nowym Jorku, zm. 11 października 1961 w Los Angeles) – amerykański aktor komediowy. Jeden z braci Marx.

## Życiorys
Leonard był najstarszym z braci Marx, jednak został najpóźniej włączony w rodzinny interes. Jego pseudonim brzmiał początkowo Chicko, co oznaczało kobieciarza. Jednak gdy bracia zdecydowali się używać swych przezwisk w wodewilach spiker popełnił błąd i nazwał Leonarda „Chico”, co wpłynęło na zmianę pseudonimu. Jego cechą charakterystyczną był wypracowany włoski akcent.
Jako aktor filmowy zadebiutował wraz z braćmi w 1921 roku w filmie Humor Risk. Później pojawił się w takich filmach jak Orzechy kokosowe, Sucharki w kształcie zwierząt, Małpi interes, Końskie pióra i Kacza zupa, Noc w operze, Dzień na wyścigach, czy Szczęśliwą miłość.
Chico Marx był dwukrotnie żonaty. Z pierwszą żoną, Betty Carp (od 1917), miał córkę Maxine (ur. 1918). Małżeństwo to zakończyło się rozwodem w 1940 roku. Ponownie ożenił się w 1958 roku z Mary De Vithas. Drugie małżeństwo przetrwało do jego śmierci. Zmarł w wieku 74 lat na zawał serca.

## Filmografia wybrana
- 1921: Humor Risk jako Watson
- 1929: Orzechy kokosowe (The Cocoanuts) jako Chico
- 1930: Sucharki w kształcie zwierząt (Animal Crackers) jako Signor Emanuel Ravelli
- 1931: Małpi interes (Monkey Business) jako Chico
- 1932: Końskie pióra (Horse Feathers) jako Baravelli
- 1933: Kacza zupa (Duck Soup) jako Chiciolini
- 1935: Noc w operze (A Night at the Opera) jako Firello
- 1937: Dzień na wyścigach (A Day at the Races) jako Tony
- 1938: Panika w hotelu (Room Service) jako Harry Binelli
- 1939: Bracia Marx w cyrku (At the Circus) jako Antonio Pirelli
- 1940: Bracia Marx na Dzikim Zachodzie (Go West) jako Joe Panello
- 1941: Dom towarowy (The Big Store) jako Ravelli
- 1946: Noc w Casablance (A Night in Casablanca) jako Corbaccio
- 1950: Szczęśliwa miłość (Love Happy) jako Faustino Wielki
- 1957: Historia ludzkości (The Story of Mankind) jako mnich

Źródło.